# Anopheles punctipennis
Anopheles punctipennis là một loài muỗi thuộc họ Culicidae. Chúng là tác nhân trung gian truyền bệnh pathogen ở người.